# Euro RAP
Euro RAP, European Road Assessment Programme, är ett trafiksäkerhetssamarbete mellan många av Europas stater och frivilliga organisationer. Målet är en säkrare trafikmiljö, liksom färre personskador i samband med olyckor. Det praktiska arbetet består i princip av "stjärnmärkning" av vägar. Den aktuella vägsträckan ska uppfylla speciella kriterier för att uppnå en viss poängsats, som sedan sammanställs i ett resultat i form av stjärnor (1-5). I Sverige är Motormännens Riksförbund huvudman för Euro RAP stjärnklassning av vägar.